# Guatemala az 1980. évi nyári olimpiai játékokon
Guatemala a szovjetunióbeli Moszkvában megrendezett 1980. évi nyári olimpiai játékok egyik részt vevő nemzete volt. Az országot az olimpián 5 sportágban 10 sportoló képviselte, akik érmet nem szereztek.

## Evezés
Férfi
| Versenyző                       | Versenyszám              | Előfutam | Előfutam | Vigaszág | Vigaszág | Elődöntő | Elődöntő | Döntő   | Döntő   | Döntő   | Helyezés    |
| Versenyző                       | Versenyszám              | Idő      | Hely.    | Idő      | Hely.    | Idő      | Hely.    | Típus   | Idő     | Hely.   | Helyezés    |
| ------------------------------- | ------------------------ | -------- | -------- | -------- | -------- | -------- | -------- | ------- | ------- | ------- | ----------- |
| Edgar Nanne Alberik de Suremain | Kormányos nélküli kettes | 8:06,53  | 5.       | 7:34,09  | 6.       | kiesett  | kiesett  | kiesett | kiesett | kiesett | helyezetlen |

## Lovaglás
Díjugratás
| Versenyző      | Ló    | Versenyszám | 1. forduló | 1. forduló | 2. forduló | 2. forduló | Összesen                                   | Összesen |
| Versenyző      | Ló    | Versenyszám | Pont       | Hely.      | Pont       | Hely.      | Pont                                       | Helyezés |
| -------------- | ----- | ----------- | ---------- | ---------- | ---------- | ---------- | ------------------------------------------ | -------- |
| Oswaldo Méndez | Pampa | Egyéni      | 8,00       | 5.         | 4,00       | 1.         | 12,00 (holtverseny) hiba:4,00 – idő: 43,59 | 4.       |

## Sportlövészet
Nyílt
| Versenyző                 | Versenyszám     | Pont | Helyezés |
| ------------------------- | --------------- | ---- | -------- |
| Arturo Iglesias           | Futócéllövészet | 561  | 15.      |
| Carlos Silva              | Futócéllövészet | 543  | 19.      |
| Francisco Romero Portilla | Trap            | 172  | 30.      |
| Francisco Romero Arribas  | Skeet           | 189  | 26.      |
| Mario-Oscar Zachrisson    | Skeet           | 185  | 33.      |

## Súlyemelés
| Versenyző   | Versenyszám | Szakítás | Szakítás | Lökés    | Lökés    | Összesen | Helyezés |
| Versenyző   | Versenyszám | Eredmény | Helyezés | Eredmény | Helyezés | Összesen | Helyezés |
| ----------- | ----------- | -------- | -------- | -------- | -------- | -------- | -------- |
| Luis Rosito | 90 kg       | 132,5    | 15.      | 175,0    | 10.      | 307,5    | 11.      |

## Vitorlázás
Nyílt
| Versenyző   | Versenyszám | Futam   | Futam | Futam | Futam | Futam | Futam | Futam | Pontszám | Helyezés |
| Versenyző   | Versenyszám | 1       | 2     | 3     | 4     | 5     | 6     | 7     | Pontszám | Helyezés |
| ----------- | ----------- | ------- | ----- | ----- | ----- | ----- | ----- | ----- | -------- | -------- |
| Juan Maegli | Finn dingi  | (28,0*) | 21,0  | 23,0  | 25,0  | 16,0  | 21,0  | 19,0  | 125,0    | 19.      |

* - kizárták